# 河舒镇
河舒镇，是中华人民共和国四川省南充市蓬安县下辖的一个乡镇级行政单位。2019年10月，撤销柳滩乡和开元乡，将其所属行政区域划归河舒镇管辖。

## 行政区划
河舒镇下辖以下地区：
河舒社区、工业园区社区、燕山村、唐康村、龙院村、茨生村、锣山村、尖峰村、黄岭村、竹林村、金斗村、金鹅村、燕子村、黄花村、高笋村、花园村、小桥村、九岭村、小板桥村和文星村、
三角滩村、响水滩村、轿顶山村、安乐村、石桥村、银窝村、花鱼滩村、葡萄山村、桅子坪村、鱼形村、界缘桥村、国乐村和中嘴村、
狮岩村、白马洞村、翔凤村、白果村、白塔村、卢朝门村、狮坪村和黄连桥村。

## 特产
河舒豆腐：中国地理标志产品。